# 가인산 분해 효소
가인산분해효소(加燐酸分解酵素, 영어: phosphorylase) 또는 포스포릴레이스는 생화학에서 무기 인산염(인산염+수소)을 공격기로 사용하여 기질의 공유 결합을 끊고, 대신 기질로 인산기를 결합시키는 반응을 촉매하는 효소이다.
A-B + P ⇄ A + P-B
가인산분해효소는 글리코젠, 녹말 또는 말토덱스트린과 같은 글루칸으로부터 포도당 1-인산의 생성을 촉매하는 알로스테릭 효소를 포함한다. 
가인산분해효소는 또한 1930년대 후반에 최초의 가인산분해효소를 발견한 얼 윌버 서덜랜드를 기리기 위해 글리코젠 가인산분해효소에 대해 사용되는 일반적인 이름이기도 하다.

## 기능
가인산분해효소와 인산기를 제거하는 인산가수분해효소를 혼동해서는 안된다. 보다 일반적인 용어로 가인산분해효소는 인산가수분해효소(영어: phosphatase, 가수분해효소의 일종) 또는 인산화효소(영어: kinase, 인산기전이효소의 일종)과 혼동하지 않도록, 무기 인산염(인산염+수소)에서 수용체로 인산기를 첨가시키는 반응을 촉매하는 효소로 정의된다. 인산가수분해효소는 물을 사용하여 공여체로부터 인산기를 제거하는 반면, 인산화효소는 공여체로부터(일반적으로 ATP)로부터 수용체로 인산기를 전달한다.
| 효소 이름                                                 | 효소 부류                     | 반응                  | 비고                                                   |
| --------------------------------------------------------- | ----------------------------- | --------------------- | ------------------------------------------------------ |
| 가인산분해효소                                            | 전이효소 (EC 2.4 및 EC 2.7.7) | A-B + H-OP A-OP + H-B | 전달되는 작용기 = A = 글리코실기 또는 뉴클레오타이딜기 |
| 인산가수분해효소                                          | 가수분해효소 (EC 3)           | P-B + H-OH P-OH + H-B |                                                        |
| 인산화효소                                                | 전이효소 (EC 2.7.1-2.7.4)     | P-B + H-A P-A + H-B   | 전달되는 작용기 = P                                    |
| P = 포스폰산기, OP = 인산기, H-OP 또는 P-OH = 무기 인산염 |                               |                       |                                                        |

## 종류
가인산분해효소에는 다음과 같은 종류의 효소들이 있다.
- 글리코실트랜스퍼레이스 (EC 2.4)
  - 포도당 잔기를 제거(O-글리코사이드 결합을 파괴)하여 글루칸을 분해하는 효소
    - 글리코젠 가인산분해효소
    - 녹말 가인산분해효소
    - 말토덱스트린 가인산분해효소

  - 뉴클레오사이드를 구성 염기와 당으로 분해(N-글리코사이드 결합을 파괴)하는 효소
    - 퓨린 뉴클레오사이드 가인산분해효소 (PNPase)
- 뉴클레오타이딜트랜스퍼레이스 EC 2.7.7)
  - 3'→5' 엑소리보뉴클레이스 활성(포스포다이에스터 결합을 파괴)을 가지는 효소
    - RNase PH
    - 폴리뉴클레오타이드 가인산분해효소 (PNPase)

알려져 있는 모든 가인산분해효소는 촉매적 특성과 구조적 특성을 공유한다. 보관됨 2011-06-21 - 웨이백 머신

## 활성화
글리코젠 가인산분해효소 a는 인산화된 활성형의 효소이며, 글리코젠 가인산분해효소 b는 탈인산화된 비활성형의 효소이다. 비활성형인 글리코젠 가인산분해효소 b는 가인산분해효소 b 키네이스에 의해 인산화되어 활성형인 글리코젠 가인산분해효소 a로 전환되며, 간에서 글루카곤이나 근육에서 에피네프린, Ca2+의 농도 증가, AMP의 농도 증가는 이 과정을 촉진시킨다. 활성형인 글리코젠 가인산분해효소 a는 가인산분해효소 a 인산가수분해효소에 의해 비활성형인 글리코젠 가인산분해효소 b로 전환된다. 인산화는 ATP를 필요로 하며, 탈인산화는 물을 가해서 무기 인산을 방출한다.

## 병리학
다음은 가인산분해효소와 관련된 일부 질환들이다.
- 제5형 글리코젠축적병 (맥아들병) - 근육의 글리코젠
- 제6형 글리코젠축적병 - 간의 글리코젠

## 같이 보기
- 가수분해효소
- 가인산분해
- 인산가수분해효소
- 인산화효소